# Sacred Fire: Live in South America
Sacred Fire: Live in South America é um álbum ao vivo lançado em 19 de outubro de 1993 pela banda americana Santana e dedicado a Cesar Chavez. Um vídeo homônimo também foi lançado, contendo faixas adicionais e imagens de Carlos Santana tocando guitarra em vários pontos históricos da Cidade do México.
Chegou à 181ª posição na parada The Billboard 200.
| Críticas profissionais                                                      | Críticas profissionais |
| Avaliações da crítica                                                       | Avaliações da crítica  |
| Fonte                                                                       | Avaliação              |
| --------------------------------------------------------------------------- | ---------------------- |
| Allmusic                                                                    | [ 2 ]                  |
| Esta tabela precisa de ser acompanhada por texto em prosa. Consulte o guia. |                        |

## Faixas
1. "Angels All Around Us" (Sanders) – 1:57
2. "Vive La Vida (Life Is For Living)" (Sefolosha) – 4:18
3. "Esperando" (Santana, Thompson, Perazo, Charles) – 5:58
4. "No One To Depend On" (Carabello, Escovedo, Rolie) – 4:38
5. "Black Magic Woman/Gypsy Queen" (Green/Szabo) – 8:53
6. "Oye Como Va" (Puente) – 5:07
7. "Samba Pa Ti" (Santana) – 6:49
8. "Guajira" (Brown, Areas, Reyes) – 6:13
9. "Make Somebody Happy" (Santana, Ligertwood) – 7:14
10. "Toussaint L'Overture" (Santana, Areas, Brown, Carabello, Rolie, Schon, Shrieve) – 6:52
11. "Soul Sacrifice/Don't Try This At Home" (Santana, Areas, Brown, Carabello, Rolie, Schon, Shrieve/Perazo, Rekow) – 7:26
12. "Europa (Earth's Cry Heaven's Smile)" (Santana, Coster) – 6:11
13. "Jin-Go-Lo-Ba" (Olatunji) – 5:43

### Faixas bônus da edição limitada japonesa
1. "Spirits Dancing in the Flesh"
2. "Wings of Grace"
3. "Get it in Your Soul"

## Músicos
- Carlos Santana - guitarras, percussão, vocais
- Jorge Santana - guitarras, percussão, vocais
- Myron Dove - Baixo, vocais
- Chester Thompson - Bateria,percussão
- Vorriece Cooper - vocais, percussão
- Alex Ligertwood - vocais, percussão
- Raul Rekow - percussão, conga, vocais
- Karl Perazzo - percussão, conga, timbales, vocais
- Walfredo Reyes - bateria, percussão